# Franz Mayr von Melnhof (Industrieller, 1854)
Franz Freiherr Mayr von Melnhof (Franz III. oder der Jüngere, * 11. November 1854 in Leoben; † 18. Juli 1893 in Himberg; eigentlich Franz Sales Rudolf Mayr; seit 1872 Freiherr Mayr von Melnhof) war ein österreichischer Industrieller.
Franz Mayr von Melnhof war der Sohn von Franz Freiherr Mayr von Melnhof (1810–1889), der ihm den Großteil seines umfangreichen Liegenschaftsbesitzes vererbte. Er förderte Braunkohle im Tollinggraben bei Leoben und gründete 1888 die Holzstoff- und Pappefabrik im Ortsteil Wannersdorf von Frohnleiten. Dies war der Beginn der Mayr-Melnhof Karton AG, die heute der größte Karton- und Faltschachtelhersteller Europas ist.
Am 7. Juli 1883 heiratete er auf Schloss Schallaburg Mathilde von Tinti (1863–1927), eine Tochter des Karl Wilhelm von Tinti. Das Paar hatte die beiden Söhne Franz Mayr-Melnhof IV. (1888–1957) und Friedrich Mayr-Melnhof (1892–1956). Seine Enkelin ist die Fotografin und Gesellschaftsexpertin Marianne Sayn-Wittgenstein-Sayn.